# Baralla (pel·lícula)
Baralla (títol original en francès Coup de Torchon, també comercialitzada en anglès com Clean Slate) és una pel·lícula policíaca francesa de 1981 dirigida per Bertrand Tavernier i adaptada. de la novel·la de Jim Thompson de 1964 Pop. 1280. La pel·lícula canvia l'escenari de la novel·la d'una ciutat del sud dels Estats Units a una petita ciutat de l'Àfrica Occidental Francesa. La pel·lícula va vendre 2.199.309 entrades a França i va ser la 16a pel·lícula més vista de l'any. Va rebre el Prix Méliès com a millor pel·lícula francesa el 1981. Ha estat doblada al català.
Baralla va ser nominada com a millor pel·lícula estrangera als Premis Oscar de 1982.

## Argument
En un petit poble de l'Àfrica Occidental Francesa el 1938, Lucien Cordier és l'únic policia. Incapaç o sense voluntat per imposar la seva autoritat, tothom el tracta amb menyspreu. La seva sexy dona Huguette ha portat un amant, Nono, a viure obertament amb ells, afirmant que és el seu germà. A Cordier li agrada la jove núvia entremaliada Rose, però deixa que el seu brutal marit la pegui al carrer sense raó. El cap de l'empresa de fusta, Vanderbrouck, l'insulta diàriament perquè tothom ho vegi. I el pitjor de la seva vida és un parell de proxenetes que incompleixen la llei i gaudeixen humiliant-lo.
Són els proxenetes qui el porten al límit, així que puja a un tren per consultar el seu superior Chavasson, que li diu que actuï amb contundència. Al tren cap a casa hi ha l'atractiva nova professora de la ciutat, Anne, de qui s'encapritxa immediatament. Un cop de tornada, atrapa els dos proxenetes sols i, després de matar-los a trets, llença els cadàvers al riu. Quan Chavasson s'assabenta d'això, s'afanya a preguntar en Cordier, que diu a Chavasson que en efecte va ser ell qui els va matar. Després d'haver-se burlat el seu cap i eliminat els seus principals atormentadors, Cordier comença amb els altres que han fet de la seva vida miserable. El marit de la Rose, igual que els proxenetes, és assassinat a trets i Vanderbrouck és deixat caure a un vàter. Quan el criat del marit de Rose torna a portar el cos del seu amo a la casa, Cordier també mata el criat.

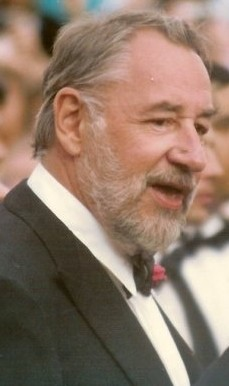
Philippe Noiret és Lucien Cordier

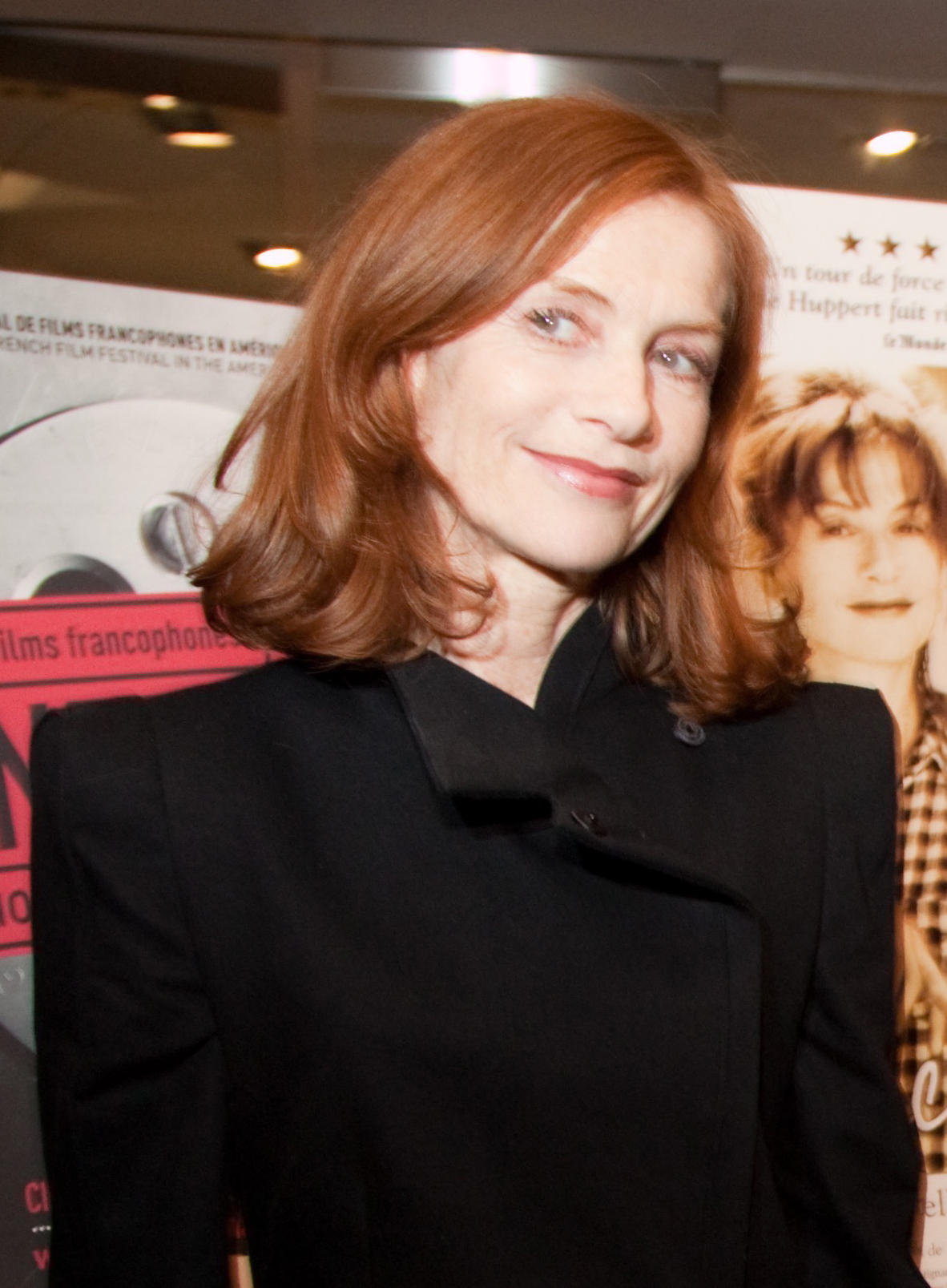
Isabelle Huppert és Rose

En agafar a Nono mirant l'Anne a la dutxa, l'apallissa al carrer. Aleshores roba els diners que la seva dona havia estat estalviant per deixar-lo i se'n va a veure la Rose. Huguette i Nono, pensant que s'escaparà amb Rose i els diners, s'apropen a Rose i, en defensa pròpia, Rose els mata a trets. Cordier li dona els diners i li diu que s'allunyi ràpidament. Tot el que li queda a la vida és Anne, a qui confessa el seu malestar general i crims concrets. Ella està disposada a acceptar-lo, però ell diu que ara és incapaç d'estimar. En el pla de tancament, està sol sota un arbre acaronant un revòlver.

## Repartiment
- Philippe Noiret com a Lucien Cordier
- Isabelle Huppert com a Rose
- Jean-Pierre Marielle com a Le Peron i el seu germà
- Stéphane Audran com a Huguette Cordier
- Eddy Mitchell as Nono
- Guy Marchand as Marcel Chavasson
- Irène Skobline com a Anne, la professora
- Michel Beaune as Vanderbrouck
- Jean Champion com a sacerdot
- Victor Garrivier com a Mercaillou
- Gérard Hernandez as Leonelli
- Abdoulaye Diop as Fête Nat
- Daniel Langlet com a Paulo
- François Perrot com el coronel Tramichel
- Raymond Hermantier com a cec
- Mamadou Dioumé com a Mamadou
- Samba Mané com Vendredi

## Crítica
Va rebre ressenyes diverses dels crítics dels EUA i el Regne Unit. Baralla té una puntuació d'aprovació del 83% al lloc web de l'agregador de ressenyes Rotten Tomatoes, basat en 6 ressenyes, i una puntuació mitjana de 7,5/10. The New York Times va elogiar les actuacions i "la meticulositat i la convicció que es mostren aquí", però també va afegir que la pel·lícula "sembla estranyament mancada d'impuls i direcció generals"." Roger Ebert la va qualificar "una cruel broma intel·lectual interpretat amb els seus personatges" i va dir que la pel·lícula "em va deixar fred, impasible i insensible". Time Out va dir "aquest còmic excèntric i fosc que mostra una sèrie d'assassinats estranys està dissenyat amb estil i molt entretingut" i "embellit amb un enginy negre i un sentit visual elegant". TV Guide la va qualificar d'una "comèdia negra elegant i retorçada... amb una evocació tan intensa d'un remans torpid i tèrbol com qualsevol ha aconseguit a la pantalla."

## Premis i nominacions
- Festival Internacional de Cinema de Sant Sebastià 1982[9]
  - Guanyador Premi de l'Ateneo Guipuzcoano[10]
- Sindicat Francès de Crítics de Cinema (França)
  - Guanyador: Millor pel·lícula (empat amb Garde à vue)
- Premis Oscar (EUA)
  - Nominada: Millor pel·lícula en llengua estrangera[11]
- Premis César (França)
  - Nominada: Millor actor protagonista (Philippe Noiret)
  - Nominada: Millor actor secundari (Jean-Pierre Marielle)
  - Nominada: Millor actor secundari (Eddy Mitchell)
  - Nominada: Millor actriu protagonista (Isabelle Huppert)
  - Nominada: Millor actriu secundària (Stéphane Audran)
  - Nominada: Millor director (Bertrand Tavernier)
  - Nominada: Millor muntatge (Armand Psenny)
  - Nominada: Millor pel·lícula
  - Nominada: Millor disseny de producció (Alexandre Trauner)
  - Nominada: Millor guió (Jean Aurenche i Bertrand Tavernier)